# كيسة أنفية شفوية
يقع الكيس الأنفي الشفوي المعروف أيضًا باسم الكيس الأنفي السنخي، بشكل سطحي في الأنسجة الرخوة للشفة العليا. على عكس معظم الخراجات النمائية الأخرى، فإن الكيس الأنفي الشفوي هو مثال على كيس خارج العظام، وهو كيس يحدث خارج العظام. لذلك لن يظهر على صورة بالأشعة أو فيلم أشعة إكس.